# Roberto Gómez Fernández
Roberto Gómez Fernández (Mexikóváros, 1964. március 14. –) mexikói producer, rendező, humorista.

## Élete
Roberto Gómez Fernández 1964. március 14-én született Mexikóvárosban. 2000-ben elkészítette a  Barátok és szerelmek című sorozatot. 2008-ban Giselle Gonzálezszel együtt elkészítették az Alma de Hierro, majd 2010-ben a nagysikerű Para volver a amar című sorozatot.

## Telenovellái

### Mint vezető producer
- El Hotel de los secretos (2016)
- A szenvedély száz színe (El color de la pasión) (2014)
- Cachito de cielo (2012)
- Para volver a amar (2010)
- Alma de hierro (2008-2009)
- Amor mío (2006-2007)
- CLAP (2003-2004)
- El juego de la vida (2001-2002)
- Barátok és szerelmek (Locura de amor) (2000)

## Programok
- El Chavo Animado (2006-)
- No contaban con mi astucia (2000)
- Operalia (1994)

## Rendezőként
- Siganme los buenos (2000)
- Ángela (1998)
- Alguna vez tendremos alas (1997)
- Azul (1996)
- La dueña (1995)
- Milagro y magia (1991)
- María de nadie (1985)